# بينافارسيس
بينافارسيس (بالإسبانية: Benafarces)‏ هي بلدية تقع في مقاطعة بلد الوليد، قشتالة وليون، إسبانيا. وفقًا لتعداد عام 2004 (المعهد الوطني للإحصائيات)، كان عدد سكان البلدية 114 نسمة.